# Archimedes (Mondkrater)
Archimedes ist ein großer Einschlagkrater auf dem Erdmond am östlichen Ufer des Mare Imbrium. Südlich des Kraters erhebt sich die Bergregion der Montes Archimedes. Am südöstlichen Rand des Kraters erstreckt sich die Ebene des Palus Putredinis, der von einem nach dem Krater benannten Rillensystem, den Rimae Archimedes mit einer Länge von mehr als 150 Kilometern durchzogen wird. Nord-nordöstlich ragen die Montes Spitzbergen auf, eine Gipfelkette im Mare Imbrium.
Östlich von Archimedes liegt der Krater Autolycus. Zwischen diesen beiden Kratern befindet sich die Absturzstelle der sowjetischen Mondsonde Lunik 2, die als erstes robotisches Raumfahrzeug am 13. September 1959 die Mondoberfläche erreichte.
Im Nordwesten fällt der Krater Aristillus ins Auge. Die Lavaebene zwischen Archimedes, Aristillus und Autolycus bildet die Luna-Bucht des Mare Imbrium. Ein bei Archimedes beginnender Meeresrücken überquert dieses Mondmeer in nordnordwestlicher Richtung.
Archimedes ist der größte Krater im Mare Imbrium. Der Kraterrand zeigt einen mit Auswurfmaterial bedeckten Außenwall und den oberen Teil einer abgestuften Innenwand, jedoch fehlt das Strahlensystem jüngerer Krater. Ein dreieckiges Vorgebirge ragt 30 Kilometer nach Südosten vor.
Im Kraterinneren fehlt eine zentrale Erhebung, und es ist von Maria überflutet. Auffallende Erhebungen fehlen gänzlich, es gibt nur ein paar winzige Einschläge nahe dem Rand. Über den Kraterboden verstreut zeigen sich einzelne Streifen von hellem Strahlenmaterial, die höchstwahrscheinlich bei der Entstehung von Autolycus dort abgelagert wurden.
| Buchstabe | Position          | Durchmesser | Link |
| --------- | ----------------- | ----------- | ---- |
| C         | 31,62° N, 1,54° W | 8 km        |      |
| D         | 32,19° N, 2,7° W  | 5 km        |      |
| E         | 24,99° N, 7,21° W | 3 km        |      |
| G         | 29,14° N, 8,16° W | 3 km        |      |
| H         | 23,87° N, 7,03° W | 4 km        |      |
| L         | 25,03° N, 2,62° W | 3 km        |      |
| M         | 26,1° N, 3,22° W  | 3 km        |      |
| N         | 24,14° N, 3,89° W | 4 km        |      |
| P         | 25,92° N, 2,5° W  | 3 km        |      |
| Q         | 28,49° N, 2,44° W | 2 km        |      |
| R         | 26,07° N, 6,62° W | 4 km        |      |
| S         | 29,53° N, 2,73° W | 3 km        |      |
| T         | 30,28° N, 5,04° W | 2 km        |      |
| U         | 32,82° N, 1,97° W | 3 km        |      |
| V         | 32,97° N, 4,03° W | 3 km        |      |
| W         | 23,79° N, 6,25° W | 3 km        |      |
| X         | 31,02° N, 8,03° W | 2 km        |      |
| Y         | 29,97° N, 9,5° W  | 2 km        |      |
| Z         | 26,86° N, 1,42° W | 2 km        |      |

Folgende Satellitenkrater von Archimedes haben zwischenzeitlich durch die Internationale Astronomische Union (IAU) einen eigenen Namen zugewiesen bekommen:
- Archimedes A – siehe Krater Bancroft.
- Archimedes F – siehe Krater MacMillan.